# Registro del servidor
Un registro del servidor es un archivo de historial creado automáticamente y mantenido por un servidor, que consiste en una lista de las actividades realizadas.
Un ejemplo típico puede ser el log mantenido por un servidor web, que registra el historial de las peticiones HTTP. El W3C creó un formato estándar (el Common Log Format) para los archivos de registro de los servidores web, pero existen otros formatos privativos. Los registros más recientes son típicamente añadidos al final del archivo. Información diversa acerca de la petición, incluyendo el cliente, dirección IP, fecha y hora de la petición, recurso requerido, código HTTP, bytes servidos y el referrer son típicamente añadidas. Estos datos pueden ser combinados dentro de un único archivo, o ir separados en distintos archivos, como un log de acceso, un log de errores, o un log de referrers. Sin embargo, normalmente los registros de servidor no recolectan información específica del usuario.
Estos archivos usualmente no son accesibles para los usuarios de Internet en general, sino solo para el webmaster u otro personal administrativo. Un análisis estadístico del registro del servidor puede ser usado para detectar patrones de tráfico por hora del día, día de la semana, referrer o agente de usuario.